# Lijst van voetbalinterlands Antigua en Barbuda - Bermuda
Deze lijst van voetbalinterlands is een overzicht van alle officiële voetbalwedstrijden tussen de nationale teams van Antigua en Barbuda en Bermuda. De landen speelden tot op heden dertien keer tegen elkaar. De eerste ontmoeting was een kwalificatiewedstrijd voor de Caribbean Cup 1990 op 14 april 1990 in Devonshire. Het laatste duel, een groepswedstrijd tijdens de CONCACAF Nations League 2024/25, vond plaats in Santiago de los Caballeros (Dominicaanse Republiek) op 16 november 2024.

## Wedstrijden
| №  | Plaats       | Datum             | Competitie                      | Wedstrijd                    | Uitslag |
| -- | ------------ | ----------------- | ------------------------------- | ---------------------------- | ------- |
| 1  | Devonshire   | 14 april 1990     | Caribbean Cup 1990 kwalificatie | Bermuda − Antigua en Barbuda | 2 − 2   |
| 2  | Devonshire   | 16 april 1990     | Caribbean Cup 1990 kwalificatie | Bermuda − Antigua en Barbuda | 3 − 0   |
| 3  | Saint John's | 14 juni 1992      | WK 1994 kwalificatie            | Antigua en Barbuda − Bermuda | 0 − 3   |
| 4  | Devonshire   | 4 juli 1992       | WK 1994 kwalificatie            | Bermuda − Antigua en Barbuda | 2 − 1   |
| 5  | Hamilton     | 12 januari 1999   | Vriendschappelijk               | Bermuda − Antigua en Barbuda | 1 − 0   |
| 6  | Hamilton     | 14 januari 1999   | Vriendschappelijk               | Bermuda − Antigua en Barbuda | 0 − 1   |
| 7  | Saint John's | 16 april 2000     | WK 2002 kwalificatie            | Antigua en Barbuda − Bermuda | 0 − 0   |
| 8  | Hamilton     | 23 april 2000     | WK 2002 kwalificatie            | Bermuda − Antigua en Barbuda | 1 − 1   |
| 9  | George Town  | 27 augustus 2008  | Caribbean Cup 2008 kwalificatie | Bermuda − Antigua en Barbuda | 0 − 4   |
| 10 | Saint John's | 21 maart 2018     | Vriendschappelijk               | Antigua en Barbuda − Bermuda | 3 − 2   |
| 11 | Piggotts     | 5 juni 2024       | WK 2026 kwalificatie            | Antigua en Barbuda − Bermuda | 1 − 1   |
| 12 | Piggotts     | 10 september 2024 | CONCACAF Nations League 2024/25 | Antigua en Barbuda − Bermuda | 0 − 1   |
| 13 | Santiago     | 16 november 2024  | CONCACAF Nations League 2024/25 | Bermuda − Antigua en Barbuda | 2 − 1   |

## Samenvatting
| Competitie                 | Totaal gespeeld | Winst Antig. en Barb. | Gelijk | Winst Bermuda | Doelsaldo Antig. en Barb. – Bermuda |
| -------------------------- | --------------- | --------------------- | ------ | ------------- | ----------------------------------- |
| WK-kwalificatie            | 5               | 0                     | 3      | 2             | 3 − 7                               |
| CONCACAF Nations League    | 2               | 0                     | 0      | 2             | 1 − 3                               |
| Caribbean Cup-kwalificatie | 3               | 1                     | 1      | 1             | 6 − 5                               |
| Vriendschappelijk          | 3               | 2                     | 0      | 1             | 4 − 3                               |
| Totaal                     | 13              | 3                     | 4      | 6             | 14 − 18                             |

Wedstrijden bepaald door strafschoppen worden, in lijn met de FIFA, als een gelijkspel gerekend.